# Real o no real
Real o no real fue un programa de televisión argentino de entretenimiento, que fue transmitido a partir del 30 de septiembre de 2012, hasta el 23 de diciembre del mismo año emitido por El Trece.
Actualmente el programa no está disponible en la mayoría de las plataformas oficiales (como en Youtube debido a restricciones relacionadas con derechos de autor).

## Sinopsis
El programa consistía en la presentación de videos virales, curiosos y divertidos, acompañados de música que ambientaba cada segmento. A través de su dinámica, los participantes y el público debían determinar si los videos mostrados eran reales o falsos, generando un espacio de entretenimiento basado en la interacción y el humor.